# 184 (liczba)
184 (sto osiemdziesiąt cztery) – liczba naturalna następująca po 183 i poprzedzająca 185.

## W matematyce
- 184 jest liczbą deficytową[1]
- 184 jest liczbą przylegającą[2]
- 184 jest sumą czterech kolejnych liczb pierwszych (41 + 43 + 47 + 53)
- 184 jest różnicą kwadratów dwóch liczb naturalnych (25² – 21²)
- 184 jest palindromem liczbowym, czyli może być czytana w obu kierunkach, w pozycyjnym systemie liczbowym o bazie 22 (88)
- 184 należy do siedmiu trójek pitagorejskich (138, 184, 230), (184, 345, 391), (184, 513, 545), (184, 1050, 1066), (184, 2112, 2120), (184, 4230, 4234), (184, 8463, 8465).

## W nauce
- liczba atomowa unoctquadium (niezsyntetyzowany pierwiastek chemiczny)
- galaktyka NGC 184
- planetoida (184) Dejopeja
- kometa krótkookresowa 184P/Lovas

## W kalendarzu
184. dniem w roku jest 3 lipca (w latach przestępnych jest to 2 lipca). Zobacz też co wydarzyło się w roku 184 oraz w roku 184 p.n.e.

## W Biblii
- 184 nie występuje w Biblii[3][4].